# Ринкон (город)
Ринкон — город на острове Бонере (Нидерландские Антильские острова), старейшее поселение на острове. Расположен в долине к северо-западу от административного центра острова — города Кралендейк.

## История
Поселение было основано испанцами в начале XVI столетия, став в конечном счете домом для многих рабов, которые трудились на близлежащих плантациях и соляных выработках. Сейчас это небольшая группа домов в традиционном голландском стиле, обладающая единственным телефоном-автоматом и бензоколонкой.
Ежегодно 30 апреля проводится фестивали музыкального и танцевального искусства в честь праздника Дня Ринкона.
Население 1788 человек (2007).